# Симетрія (біологія)
Симетрія в біології (дав.-гр. συμμετριαι — «відповідність», «співрозмірність») — закономірне розташування подібних (однакових) частин тіла або форм живого організму, сукупності живих організмів щодо центру або осі симетрії.
Формування різних видів симетрії тіла пов'язане із певним типом живлення, характером руху тварини та середовищем існування. Сферичні та радіальносиметричні форми пов'язані із середовищем, однорідним за трьома вимірами та з нерухливим, малорухливим або пасивним характером руху.
Двостороння симетрія виникла у зв'язку з активним направленим переміщенням по поверхні твердого субстрату чи водного середовища. У таких тварин виникла диференціація на спинну та черевну сторони, так як ці частини тіла потрапляють в різні умови по відношенню до факторів середовища. Один кінець тіла стає переднім і до нього зміщаються ротовий отвір та органи чуттів, оскільки цей кінець першим зустрічає джерела подразнень. Сюди ж переміщається і центр нервової системи «мозок». Таким чином формується головний відділ тіла. Головна вісь тіла проходить від переднього полюса, де розміщений ротовий отвір, до заднього, де розміщений анальний отвір. Тому єдину площину симетрії можна провести вздовж головної осі тіла, яка поділяє його на ліву і праву половини.
Деякі види симетрії мають спеціальні назви:
Актиноморфія (від грец. дав.-гр. ἀκτίς ("actis") — промінь і μορφή ("morphe") — форма, лат. actinomorphia) — явище, коли через об'єкт можна провести не менше двох площин симетрії.
Зигоморфія (від дав.-гр. ζυγόν ("zygon") — ярмо і μορφή ("morphe") — форма, лат. zygomorphia) — явище, коли через об'єкт можна провести лише одну площину симетрії.
Асиметрія (лат. asymmetria) — явище, коли через об'єкт не можна провести жодної площини симетрії.

## Елементи симетрії
Серед елементів симетрії розрізняють наступні:
- Площина симетрії — площина, що ділить об'єкт на дві рівні (дзеркально симетричні) половини;
- Вісь симетрії — пряма лінія, при повороті навколо якої на деякий кут, менший 360°, об'єкт збігається сам з собою;
- центр симетрії — точка, що ділить навпіл всі прямі лінії, що з'єднують подібні точки об'єкта.

Зазвичай через центр симетрії проходять осі симетрії, а через вісь симетрії — площини симетрії. Однак існують тіла і фігури, у яких при наявності центру симетрії немає ні осей, ні площин симетрії, а при наявності осі симетрії відсутні площині симетрії.